# Arsenal (métro de Paris)
Pour les articles homonymes, voir Arsenal (homonymie).
Arsenal est une des stations abandonnées du métro de Paris, située sur la ligne 5, dans le 4e arrondissement de Paris.

## Situation
Elle est située entre les stations Bastille et Quai de la Rapée, au-dessus des tunnels des lignes A et D du réseau express régional d'Île-de-France.

## Histoire

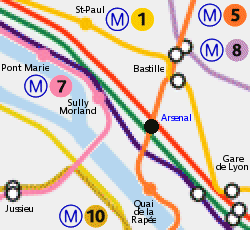
Emplacement sur un plan des stations à proximité.

Elle est ouverte le 17 décembre 1906 lors du prolongement de la ligne jusqu'à la station Lancry (renommée en 1946 Jacques Bonsergent).
Elle est fermée le 2 septembre 1939, en raison de la mobilisation des employés de la Compagnie du chemin de fer métropolitain de Paris (CMP) pour la Seconde Guerre mondiale.
Jamais rouverte car trop proche des stations voisines, la RATP l'utilise pour la formation des agents du département de maintenance des équipements électroniques (département M2E).
Elle sert ainsi à des tests d'équipements lumineux, d'aménagements ou de décors.

## Services aux voyageurs

### Accès
La station ne dispose que d'un accès, fermé au public, situé boulevard Bourdon, au débouché de la passerelle Jim-Morrison qui traverse le port de l'Arsenal.

### Quais
Arsenal est une station de configuration standard : elle possède deux quais longs de 75 mètres séparés par les voies du métro. Avant sa fermeture, elle fut la seule station du réseau à être équipée d'un carrossage métallique (d'autres stations ont reçu un carrossage métallique dans les années 1950). Lors sa fermeture en 1939, elle fut décarrossée et, au fil du temps, elle fut vandalisée.
Les carreaux habillant la voûte ont aussi été déposés et un grillage sépare les anciens quais, occupés par divers équipements techniques, des voies.
Le bureau du chef de station subsiste encore.

## Culture
Par son positionnement juste avant la station Quai de la Rapée en direction de la Voie des Finances, la station Arsenal est un élément clé de l'intrigue du film La Grosse Caisse, avec Bourvil, sorti en 1965. La station y est filmée avec son édicule Guimard et sert alors de support publicitaire pour la société automobile Simca.